# Love/Hate
I Love/Hate sono un gruppo hair metal formato a Los Angeles nel 1986.

## Storia

### Le origini
La band venne assemblata nel 1985 composta dal bassista Skid (Chris), il chitarrista Jon E. Love ed il batterista Joey Gold, sotto il nome di Data Clan. I Data Clan erano orientati su strade simil new wave/elettroniche. Anche se erano stati sollecitati dalle major labels, dopo una serie di concerti fallimentari e sei settimane in tour in Giappone, il gruppo perse il cantante originale dal nome ignoto. Il nuovo cantante Jizzy Pearl (vero nome Jim Wilkinson), aveva in precedenza militato nella band AOR Joshua e poi negli L.A. Rocks nel 1986 dove era conosciuto con il nome di Jim Wilkinson. Gli L.A. Rocks non pubblicarono mai alcun materiale, ma ospitarono nella loro formazione diversi noti personaggi della scena. Infatti come successori di Pearl, subentrarono diversi cantanti come Mark Boals (cantante per Yngwie Malmsteen), Parramore McCarty (ex Warrior, Rough Cutt, Atomic Playboys), Mark Weitz (futuro Odin, Malice e Impellitteri), Jeff Scott Soto (Malmsteen), James Christian (futuro House of Lords), Chuck Wright (ex bassista dei Quiet Riot e futuro House of Lords). Gli L.A. Rocks poi cambiarono nome in Eyes pubblicando una serie di dischi con Scott Soto alla voce.
Durante questo periodo Skid si guadagnava da vivere vendendo fiori agli angoli delle strade di Los Angeles. Queste prime formazioni vedevano Joey Gold e Rodney rispettivamente alla batteria e tastiere. Un EP di quattro tracce venne registrato, e supportato durante un breve tour in Messico nel autunno 1985.

### La carriera
Nel primo 1986 il nome venne cambiato in Love/Hate, titolo preso da un brano che suonavano all'epoca. Durante i primi due anni variarono diversi stili in attesa di essere notati da qualche major label. Il primo stile del gruppo poteva essere notato in una serie di demo (tra cui alcune prodotte dal bassista dei Ratt Juan Croucier), ma imboccarono poi direzioni più commerciali una volta firmato il contratto con la Columbia Records nel 1989. Tra le prime demo della band figuravano perle come "Good Ship Dolly Rock" e "Deal With Fate". Le demo di Croucier pare fossero costate 27 000 dollari e comprendevano "She's An Angel", "My Girl", "Why Do You Think They Call It Dope?", "Soul House" e "Cold On The Outside". Per alcune settimane ospitarono nella formazione Tracy Grijalva come chitarrista ritmico. Successivamente quest'ultimo entrerà nella formazione dei Dio come solista nel 1994, sotto il nome di Tracy G.. La traccia demo "She's An Angel" apparì successivamente nella colonna sonora del film Nightmare IV: Il non risveglio nel 1988.
Nel primo 1988 vennero registrate ulteriori demo che comprendevano le tracce "Blackout In The Red Room", "Tumbleweed" e "Fuel To Run", nello stesso periodo in cui ogni lunedì si esibivano regolarmente al Whisky a Go Go. Fu così che vennero notati e riuscirono ad assicurarsi infine un contratto con la Columbia Records tramite David Kahne e Ron Oberman. I Love/Hate firmarono il 13 gennaio 1989 per un contratto da 100.000 dollari. Il gruppo sorprese la critica grazie al loro debutto Blackout in the Red Room, prodotto da Tom Werman e pubblicato nel 1990. La title track ed il brano "Why Do You Think They Call It Dope" riuscirono facilmente a sfondare nelle radio e su MTV. Iniziarono i tour di supporto al fianco dei Dio, dove però non vennero ben accolti, successivamente con gli AC/DC. Il gruppo seppe costruirsi un'ottima reputazione durante le esibizioni live, soprattutto Jizzy Pearl che colpì i suoi fan costruendo un microfono con un barattolo di birra Budweiser. Poco dopo la Columbia realizzò l'EP Evil Twin, contro il volere della band. Infatti proprio il brano "Evil Twin" era stato scartato dalla band per essere incluso nel secondo album. Questo EP venne supportato grazie ad un tour nel settembre 1991 al fianco degli Skid Row nel loro "No F***ing Frills" European Tour. Durante il tour, Skid rilasciò diverse interviste nel quale parlava male dell'etichetta. Dopo aver suonato alla London Arena, Jizzy ed il cantante degli Skid Row Sebastian Bach, uscirono a bere qualcosa in un bar in città. Dopo aver bevuto qualche bicchiere di troppo, tra i due si accesero delle discussioni che scaturirono in una rissa. Questo avrebbe potuto provocare l'espulsione del gruppo dal tour. Tuttavia i due si riappacificarono prima dello show successivo.
I Love/Hate si ricollocarono così a New York. Tuttavia, cominciarono ad emergere dei disaccordi con l'etichetta. La band era intenzionata ad orientarsi su una strada crossover, mentre l'etichetta volle mantenere la formula tradizionale. Quando il gruppo registrò le prime demo per il secondo disco infatti, queste vennero rifiutate dalla Columbia, che li costrinse a comporre altro materiale che si attenesse a certi canoni.
Il secondo album Wasted In America, prodotto da John Jansen e pubblicato nel 1992, fece guadagnare al gruppo ulteriore popolarità, grazie anche ai singoli "Wasted In America" e "Evil Twin". Il gruppo avrebbe voluto pubblicare come singolo il brano "Miss America" ma l'etichetta impose loro di pubblicare invece "Happy Hour", con conseguente videoclip.
Il quartetto prese parte ad un'altra serie di importanti concerti in Europa al fianco di Ozzy Osbourne, incrementando le vendite che portarono Wasted In America a piazzarsi al n° 20 delle classifiche britanniche. Un'altra fase del tour in Europa vedeva il gruppo al fianco dei Tattooed Love Boys nell'aprile 1992. Alcune date britanniche vennero cancellate a causa della perdita della voce di Pearl. Tornati in California, il singer decise follemente di "crocifiggersi" sulla "Y" della famosa scritta "Hollywood" sulle colline di Los Angeles alla ricerca di pubblicità per incrementare le vendite dei Love/Hate. La band presuppose che le autorità notassero rapidamente la prodezza, ma Jizzy rimase attaccato alla croce, sospeso in aria a circa 18 metri, per parecchie ore. Finalmente un elicottero della TV giunse sul posto diffondendo la notizia, ma i vigili del fuoco e la polizia ordinarono al veicolo di atterrare. Jizzy passò alcune ore in prigione finendo in prima pagina. Tuttavia, la Columbia era furiosa della prodezza e la pubblicità non riuscì comunque ad incrementare le vendite. Venne poi offerto alla band un tour di supporto ai Black Sabbath, ma l'etichetta rifiutò di organizzare l'evento. La label cencellò anche la campagna pubblicitaria per il singolo "Miss America". Quindi, a causa delle esigue vendite di Wasted In America negli USA, e della brutta figura, la Columbia Records decise di sciogliere il contratto con il gruppo.

### Il declino
I Love/Hate passarono presto alla major RCA Records ma si ritrovarono abbandonati dal chitarrista Jon E. Love. A sua sostituzione subentrò il talentuoso Darren Householder, che in precedenza aveva militato nei War & Peace, band fronteggiata dall'ex bassista dei Dokken Jeff Pilson. Durante questo periodo però si assiste al sorgere dell'era grunge, e hair band come i Love/Hate subiranno inevitabilmente una forte crisi. Quindi, vennero abbandonati dalla RCA e a causa dei problemi finanziari, per le registrazioni del terzo disco Let's Rumble, Skid dovette vendere la sua Corvette. I Love/Hate poi organizzarono un tour autofinanziato in giro per gli States per otto settimane, senza aver ancora dato alle stampe il disco. Il brano "Spinning Wheel" raggiunse una minima sponsorizzazione tramite le radio, ma la realizzazione di Let's Rumble per la Calibre Records, avvenne appena dopo l'uscita del singolo. Nel Regno Unito il gruppo continuava a vendere bene, e Let's Rumble venne ristampato per la Music For Nations raggiungendo la 24ª posizione nelle classifiche britanniche.
Nel 1995 il gruppo prese una pausa, ma nel dicembre di quell'anno presero parte al "Blind Guardian Christmas Party" tour, fronteggiato appunto dai Blind Guardian con la partecipazione di altri noti gruppi della scena heavy metal internazionale come Skyclad, Saxon, Rage e Yngwie Malmsteen. Householder abbandonò la band e quindi intraprese la carriera solista. Così venne chiamato nuovamente in causa il vecchio chitarrista Jon E. Love con il quale diedero alle stampe il quarto album I'm Not Happy, disco autorpodotto e pubblicato per la Mayhem Records, che passò quasi inosservato. Malgrado la forte crisi, il gruppo continuò nel 1997 con il quinto Livin' Off Layla. Durante le registrazioni del disco la band si sciolse, e per completare le sessioni venne invitato il singer dei BulletBoys Marq Torien. Questo lavoro si rivelò un altro fallimento.
I tour per la promozione del disco vedevano il gruppo di supporto ai Dio negli States nella primavera del 1998. Per il disco del 1999 Let's Eat gli unici due superstiti furono Pearl e Gold, che per le registrazioni arruolarono alcuni session man, ovvero il chitarrista Jon Jones, il bassista Jeff Simon ed il batterista Robbie Black. Durante questo stesso periodo Pearl raggiunse parallelamente gli L.A. Guns, precisamente nel 1998, registrando il disco Shrinking Violet nel 1999, che fu prodotto da Gilby Clarke. Il cantante venne contattato anche dagli Skid Row, ma infine non prenderà parte al progetto.

### Tempi recenti
Jizzy Pearl raggiunse poi i Ratt nel 2000 a seguito della dipartita di Stephen Pearcy. Pearl fondò anche una nuova versione dei Love/Hate assieme all'ex chitarrista degli L.A. Guns Johnny Crypt e l'ex bassista Chris Van Dahl. Nel 2002 Pearl, assieme ai suoi colleghi dei Ratt Keri Kelli, il bassista Robbie Crane e l'ex batteria dei Liberators Dave Moreno, risorgerà ancora una volta i Love/Hate in occasione di un tour britannico assieme a Gilby Clarke. La band programmò questi tour per il maggio 2004. Lo stesso anno Pearl pubblica il suo debutto solista intitolato Just A Boy.
Durante il tardo 2005 venne rivelato che Pearl era entrato nei 100 Proof, supergruppo che includeva musicisti della scena internazionale come Stacey Blades degli L.A. Guns alla chitarra, Mike Duda dei W.A.S.P. al basso ed il veterano Chris Slade (ex AC/DC, The Firm, Status Quo e Uriah Heep alla batteria. I Love/Hate, composti da Jizzy Pearl, Robbie Crane e Dave Moreno, annunciano un tour in Europa per l'aprile e maggio 2006, con l'inclusione del chitarrista dei Quiet Riot Alex Grossi a sostituzione di Jon E. Love. Tuttavia, i tour statunitensi vedranno la partecipazione di entrambi i chitarristi.
La formazione classica dei Love/Hate composta da Pearl/Love/Rose/Gold, si riunì per la prima volta dopo una decade il 24 febbraio 2007 al Club Vodka di Hollywood, California.

## Formazione

### Ultima
- Jizzy Pearl - voce (1986-99, 2000-oggi)
- Jon E. Love - chitarra (1986-93, 1995-97, 2006-oggi)
- Skid Rose - basso (1986-97, 2007-oggi)
- Joey Gold - batteria (1986-99, 2007-oggi)

### Ex componenti
- Tracy G. - chitarra (198?)
- Darren Householder - chitarra (1993-95)
- Johnny Crypt - chitarra (2000)
- Chris Van Dahl - basso (2000)
- Keri Kelli - chitarra (2002)
- Robbie Crane - basso (2002, 2006)
- Dave Moreno - batteria (2002, 2006)
- Alex Grossi - chitarra (2006)

### Session man
- Marq Torien - voce (1997)
- Jon Jones - chitarra (1999)
- Jeff Simon - basso (1999)
- Robbie Black - batteria (1999)

## Discografia

### Album in studio
- 1990 - Blackout in the Red Room
- 1992 - Wasted in America
- 1994 - Let's Rumble
- 1995 - I'm Not Happy
- 1997 - Livin' Off Layla
- 1999 - Let's Eat
- 2014 - Crucified

### EP
- 1991 - Evil Twin
- 1992 - Wasted in America

### Raccolte
- 2000 - Greatest & Latest
- 2000 - Very Best of Love/Hate
- 2004 - Ultimate Bang Tango